# Ілліна Гора (Нижньогородська область)
Ілліна Гора (рос. Ильина Гора) — присілок в Володарському районі Нижньогородської області Російської Федерації.
Населення становить 275 осіб. Входить до складу муніципального утворення Іллінська сільрада.

## Історія
Від 2009 року входить до складу муніципального утворення Іллінська сільрада.

## Населення
| 1859 | 1905 | 1926 | 1999 | 2002 | 2010 |
| ---- | ---- | ---- | ---- | ---- | ---- |
| 361  | ↗483 | ↗732 | ↘160 | ↗185 | ↗275 |